# Paperino e lo scalognofugo triplo
Paperino e lo scalognofugo triplo (The Sign Of The Triple Distelfink) è una storia della Walt Disney realizzata dallo statunitense Don Rosa nel 1998; è stata pubblicata per la prima volta in Italia sul numero 108 di Zio Paperone, del settembre 1998, dedicato ai 50 anni compiuti dal personaggio di Gastone.

## Trama
Nell'avventura si scopre l'origine dell'immensa fortuna di Gastone, ereditata dalla madre Dafne: il giorno della nascita della papera, un artista vagabondo disegnò un simbolo di buon auspicio sulla facciata del granaio della fattoria di Humperdink Duck ed Elvira Coot (suoi genitori); il simbolo fece il suo dovere, rendendo la neonata fortunatissima.
Anni dopo, durante la festa di compleanno del piccolo Gastone tenutasi alla fattoria, con la partecipazione di tutti i suoi parenti, tra i quali i suoi zii (Quackmore e Ortensia) e suo cugino Paperino (figlio dei due), il piccolo papero fortunato, giocando con suo cugino, venne colpito da un fulmine proprio mentre si trovava vicino al simbolo porta-fortuna dipinto sulla facciata del granaio: da quel momento in poi, il giorno del suo compleanno Gastone vivrà 24 ore di sfortuna intensa, con sommo gaudio del cugino.

## Rilevanza
Nella storia assistiamo ad una rara apparizione di alcuni personaggi della famiglia Duck, come Humperdink, il nonno di Paperino, e i genitori di quest'ultimo, i già citati Quackmore Duck e Ortensia de' Paperoni.